# ديميتريو فرنانديز غونزاليس
ديميتريو فرنانديز غونزاليس (بالإسبانية: Demetrio Fernández González)‏ هو كاهن كاثوليكي إسباني، ولد في 15 فبراير 1950 في طليطلة في إسبانيا.